# Fa jin
Fa Jin (発勁, fā jìn), Fa Jing, Fa Chin ou Fa Ching é um termo usado em algumas artes marciais chinesas, particularmente as artes marciais (internas) do neijia, tais como Hsing-I Chuan, Taiji Quan e Baguazhang que significa literalmente "explosão de força / poder / energia". Resultado de uma emissão ou descarrega de poder acumulado.
O ideograma Jìn (勁) deste termo, que significa "poder", é por vezes equivocadamente confundido por ocidentais com o termo jīng (精), de som similar, que significa "essência".
O Fa jing geralmente é compreendido de duas formas, por vezes integradas:
- Como um conceito físico em que os grupos grandes dos músculos trabalham junto para exteriorizar a força do centro do corpo de uma maneira relaxada. Um exemplo famoso é a demonstração do "soco de uma polegada" de Bruce Lee, exibição que contrasta com a enfase no uso da   contracção muscular isolada e da inércia em um soco de boxe ocidental.
- Como uma descarga mais brusca de energia  Qi, sem esforço físico aparente. O exemplo mais comum seriam "as demonstrações de Qi realizadas em apresentações de mestres de Qigong marcial.